# مطار ميلاس بودروم
مطار ميلاس بودروم (بالتركية: Milas-Bodrum Havalimanı) هو مطار دولي يقع في بودروم جنوب غرب تركيا، وهو يخدم مدينتي بودروم وميلاس. يقع المطار على بعد 36 كم شمال شرق مدينة بودروم، و 16 كم جنوب ميلاس.

## صور ذات علاقة

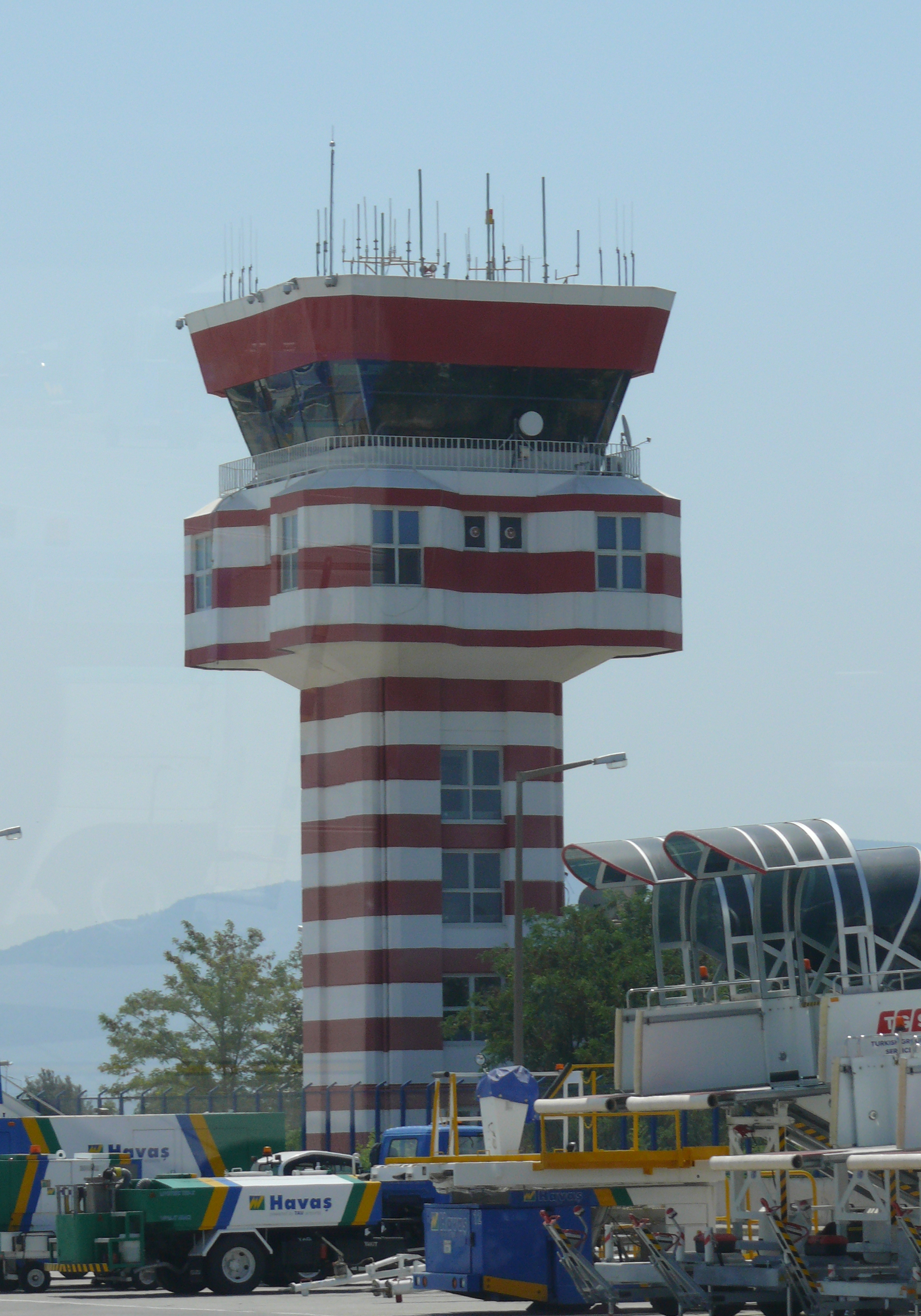
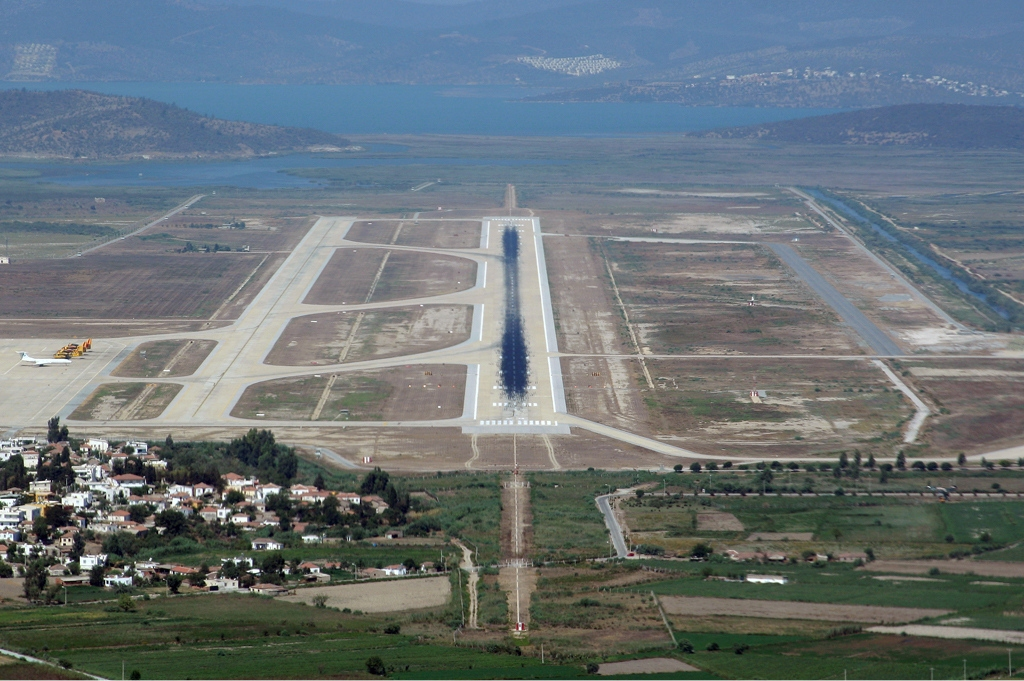
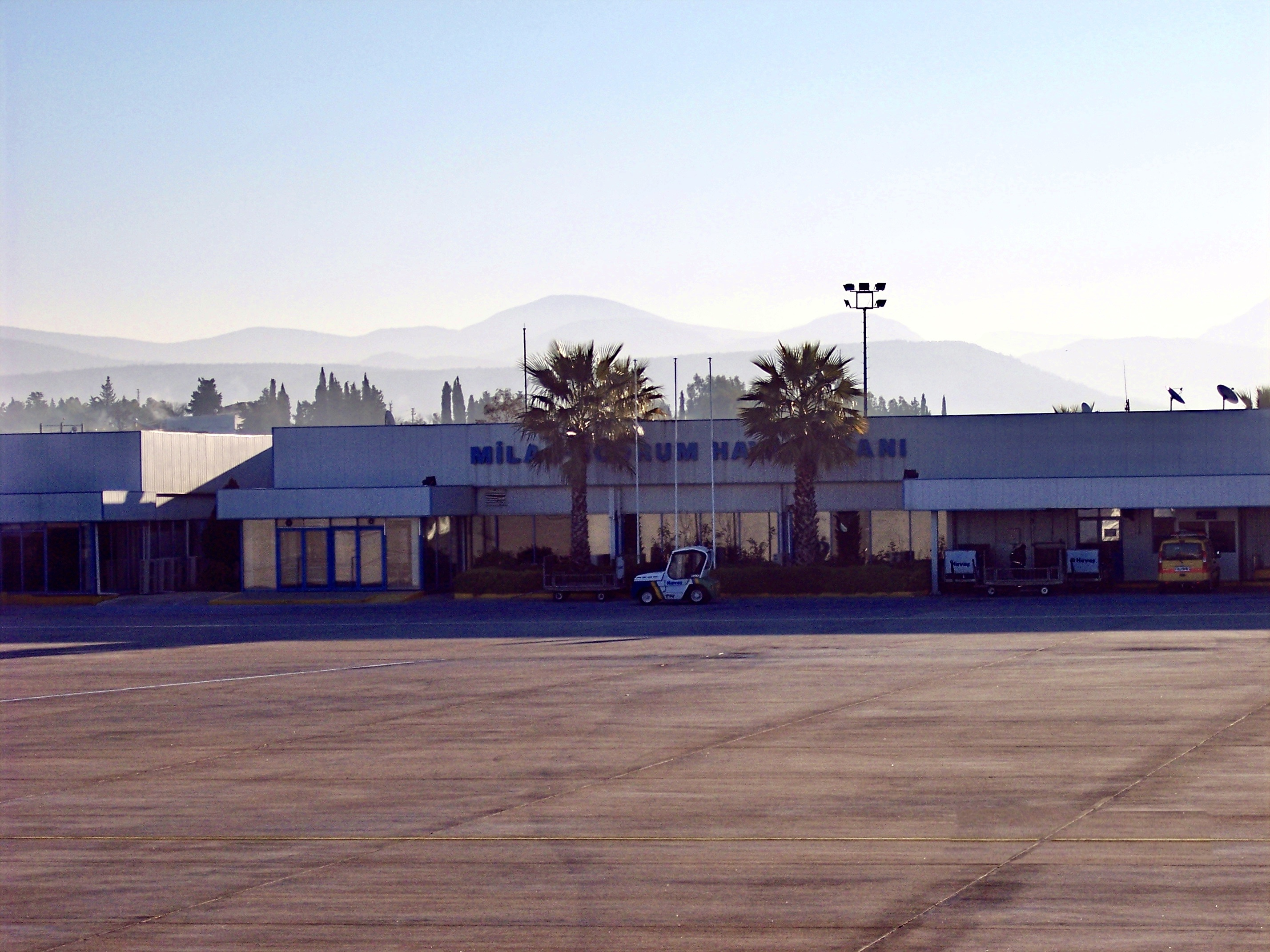

## شركات الطيران
| شركـات طيـران                    | الوجهات |
| -------------------------------- | --- |
| إيروفلوت                         | موسمي: مطار شيريميتييفو الدولي |
| طيران ألبانيا                    | موسمي: مطار تيرانا الدولي (تبدأ 20 يونيو 2023) |
| العربية للطيران                  | موسمي: مطار الشارقة الدولي |
| طيران أستانا                     | موسمي: مطار ألماتي الدولي، مطار آستانا الدولي |
| طيران صربيا                      | عارض: مطار نيكولا تسلا في بلغراد |
| الأناضول جت                      | مطار إيسنبوغا الدولي، مطار أنطاليا، مطار صبيحة كوكجن الدولي موسمي: مطار الملكة علياء الدولي، مطار بيروت رفيق الحريري الدولي، مطار بريشتينا الدولي، مطار سراييفو الدولي، مطار سكوبية الدولي، مطار ستوكهولم أرلاندا                                                                    |
| Animawings                       | موسمي: مطار هنري كواندا الدولي |
| الخطوط الجوية الأذربيجانية       | موسمي: مطار حيدر علييف الدولي |
| Azimuth                          | Mineralnye Vody |
| Azur Air                         | عارض: مطار فنوكوفو الدولي |
| Azur Air Ukraine                 | عارض: مطار بوريسبيل الدولي (متوقفة) |
| طيران بيلافيا                    | عارض: مطار مينسك الدولي |
| BH Air                           | عارض: مطار صوفيا |
| الخطوط الجوية البريطانية         | موسمي: مطار لندن هيثرو |
| Corendon Airlines                | موسمي: مطار بروكسل الدولي، مطار كولونيا بون الدولي، مطار دوسلدورف الدولي، مطار هانوفر لانغنهاغن، مطار نورمبرغ |
| كوريندون هولاندا                 | موسمي: مطار سخيبول أمستردام |
| إيزي جيت                         | موسمي: مطار بريستول، مطار إدنبرة، مطار ليفربول، مطار غاتويك، مطار لندن لوتن |
| إديلويس إير                      | موسمي: مطار زيورخ الدولي |
| Enter Air                        | عارض: مطار غدانسك ليخ فاونسا، مطار كاتوفيتشي، Poznań، مطار وارسو فريدريك شوبان، مطار فروتسواف |
| European Air عارض                | عارض: Plovdiv، مطار صوفيا، Varna (تبدأ 25 مايو 2023) |
| يورو وينجز                       | موسمي: مطار كولونيا بون الدولي، مطار هامبورغ |
| Eurowings Discover               | موسمي: مطار فرانكفورت، مطار ميونخ الدولي |
| Fly Lili                         | عارض: مطار أوريل فلايكو الدولي (تبدأ 7 يونيو 2023) |
| طيران أديل                       | موسمي: مطار الملك خالد الدولي (تبدأ 22 يونيو 2023) |
| فلاي دبي                         | موسمي: مطار دبي الدولي |
| طيران ناس                        | موسمي: مطار الملك خالد الدولي |
| FlyOne                           | عارض: مطار كيشيناو الدولي |
| Freebird Airlines                | عارض: Billund، مطار بروكسل الدولي، مطار كوبنهاغن، مطار ويزي (تبدأ 25 يوليو 2023) |
| GetJet Airlines                  | عارض: مطار فيلنيوس |
| طيران الخليج                     | مطار البحرين الدولي (تبدأ 15 يونيو 2023) |
| GullivAir                        | عارض: مطار صوفيا |
| I-Fly                            | عارض: مطار فنوكوفو الدولي |
| طيران الجزيرة                    | موسمي: مطار الكويت الدولي |
| جيت تو دوت كوم                   | موسمي: مطار بلفاست الدولي (تبدأ 6 مايو 2024)، مطار برمينغهام، مطار بريستول، East Midlands، مطار إدنبرة، مطار غلاسكو الدولي، Leeds/Bradford، مطار ليفربول (تبدأ 1 مايو 2024)، مطار لندن ستانستد، مطار مانشستر، مطار نيوكاسل                                                           |
| الخطوط الجوية الكويتية           | موسمي: مطار الكويت الدولي |
| خطوط لوت الجوية البولندية        | عارض: مطار غدانسك ليخ فاونسا، مطار كاتوفيتشي، Poznań، مطار وارسو فريدريك شوبان، مطار فروتسواف |
| لوفتهانزا                        | موسمي: مطار ميونخ الدولي |
| لوكس إير                         | موسمي: مطار لوكسمبورغ |
| خطوط بيغاسوس                     | مطار أضنة شاكرباشا، مطار إيسنبوغا الدولي، مطار صبيحة كوكجن الدولي، مطار بوريسبيل الدولي (متوقفة) موسمي: مطار كولونيا بون الدولي، مطار هانوفر لانغنهاغن، مطار خاركيف الدولي (متوقفة)، مطار لفيف الدولي (متوقفة)، مطار دوموديدوفو الدولي، مطار نورمبرغ، مطار زاباروجيا الدولي (متوقفة) |
| Pobeda                           | موسمي: مطار فنوكوفو الدولي |
| الخطوط الجوية القطرية            | موسمي: مطار حمد الدولي |
| Qeshm Air                        | موسمي: مطار الإمام الخميني الدولي |
| خطوط ريد وينغز الجوية ‏           | عارض: Kazan، مطار بولكوفو |
| روسيه (خطوط جوية)                | مطار سوتشي الدولي |
| الملكية الأردنية                 | عارض: مطار الملكة علياء الدولي |
| رايان إير                        | مطار دبلن الدولي |
| سكاي أب                          | موسمي: مطار بوريسبيل الدولي (متوقفة) |
| خطوط ترافل سيرفس الجوية          | موسمي: مطار فاكلاف هافيل الدولي |
| Smartwings Poland                | عارض: مطار كاتوفيتشي، Poznań، مطار وارسو فريدريك شوبان، مطار فروتسواف |
| صن إكسبريس                       | موسمي: مطار برلين براندنبرغ، مطار كولونيا بون الدولي، مطار دوسلدورف الدولي، مطار فرانكفورت، مطار هانوفر لانغنهاغن، مطار عدنان مندريس، مطار ميونخ الدولي، مطار باريس شارل ديغول، مطار شتوتغارت الدولي، مطار فيينا الدولي                                                              |
| تاروم                            | عارض: مطار هنري كواندا الدولي |
| ترانسافيا                        | موسمي: مطار باريس أورلي |
| توي للطيران                      | موسمي: مطار برمينغهام، مطار غاتويك، مطار مانشستر |
| توي فلاي بلجيكا                  | موسمي: مطار بروكسل الدولي، Ostend/Bruges |
| أركي فلاي                        | موسمي: مطار سخيبول أمستردام |
| الخطوط الجوية التركية            | مطار إسطنبول الدولي موسمي: مطار ألماتي الدولي، مطار آستانا الدولي، مطار برلين براندنبرغ، Kazan، مطار الكويت الدولي، مطار غاتويك، مطار دوموديدوفو الدولي، مطار فنوكوفو الدولي، مطار ميونخ الدولي، مطار بولكوفو، مطار تالين، مطار فيلنيوس                                              |
| الخطوط الجوية الدولية الأوكرانية | عارض: مطار بوريسبيل الدولي (متوقفة) |
| خطوط أورال الجوية                | موسمي: مطار دوموديدوفو الدولي |
| Windrose Airlines                | عارض: مطار دنيبرو الدولي، مطار بوريسبيل الدولي (متوقفة) |
| Yakutia Airlines                 | عارض: مطار فنوكوفو الدولي |